# Adaptacionismo
En biología, el adaptacionismo es la perspectiva que considera que la mayoría de rasgos son adaptaciones óptimas alcanzadas por selección natural. Entre sus defensores más célebres se encuentran John Maynard Smith, W.D. Hamilton, Richard Dawkins y Daniel Dennett. El adaptacionismo ha sido criticado por autores como Stephen Jay Gould y Richard Lewontin. 
Stephen J. Gould resume el "programa adaptacionista" en los siguientes argumentos: 

- La adaptación es el fenómeno central de la evolución, y la clave para la comprensión de sus mecanismos.
- La selección natural construye la adaptación.
- La selección natural mantiene una abrumadoramente predominante frecuencia relativa como causa de la adaptación. La variación sólo proporciona materia prima y no puede hacer el trabajo sin ayuda.

Gould 2002/2004

## Características del adaptacionismo
Gould y Lewontin (1979) resumen del siguiente modo de proceder del programa adaptacionista: 
1. Atomización del organismo: división del organismo en rasgos discretos y desconectados.
2. Optimización de las partes por selección natural.
3. Explicación de las adaptaciones.

## Críticas al adaptacionismo
D'Arcy Thompson en su obra El crecimiento y la forma fue uno de los primeros críticos del programa adaptacionista darwinista. Recientemente,
los críticos más beligerantes del adaptacionismo han sido Richard Lewontin y Stephen J. Gould, para quienes los adaptacionistas han sobredimensionado el poder de la selección natural, ignorando la importancia de las constricciones del desarrollo y otros factores en la explicación de la existencia de rasgos morfológicos y comportamentales. Gould y Lewontin denominaron al adaptacionismo "paradigma panglossiano", en alusión al Doctor Pangloss, personaje con el que Voltaire caricaturizó a la filosofía de Leibniz en su novela Cándido y según el cual "todo existe necesariamente para el mejor de los fines". 
La principal crítica que realizan Gould y Lewontin al programa adaptacionista se dirige a la no consideración de la diferencia entre la utilidad actual de un rasgo y la causa de su origen. Del hecho de que un rasgo sea adaptativo actualmente -argumentan- no puede inferirse que haya sido resultado de la acción de la selección natural porque también fuera adaptativo en su origen. El caso más ilustrativo es el de los rasgos que Gould y Vrba denominaron "exaptaciones".
La historia de esta polémica ha sido profusamente estudiada por Cronin (1992) y Segerstråle (2000).